# Дядько
Дя́дько — чоловік щодо дітей брата або сестри, а також щодо дітей брата і сестри своєї дружини = брат батька або матері, або чоловік тітки. В Київській Русі — вихователь, опікун, брат матері.
Стрий — дядько по батькові, брат батька.
Вуйко — дядько по матері, брат матері.